# Freeze (B Pressureの曲)
「Freeze」（フリーズ）は、日本の歌手グループ・B Pressureの楽曲。2019年11月1日に1作目のシングルとしてインディーズより発売。

## 解説
- 2019年11月1日全国のタワーレコード、オンラインショップで先行発売、12月1日一般発売。
- Taka（石橋貴明(とんねるず)）、Teru（平山晃哉）、Kan（神波憲人）による3人組グループのデビューシングルである。

## 収録曲
| #  | タイトル                                       | 作詞     | 作曲     | 編曲     | 時間 |
| -- | ---------------------------------------------- | -------- | -------- | -------- | ---- |
| 1. | 「Freeze」                                     | 秋元康   | 後藤次利 | 後藤次利 | 4:39 |
| 2. | 「そこに嘘はない」                             | 松井五郎 | 後藤次利 | 後藤次利 | 4:52 |
| 3. | 「接吻しながら世界の涯へ」                     | 秋元康   | 後藤次利 | 後藤次利 | 4:34 |
| 4. | 「Freeze(Instrumental ver)」                   |          | 後藤次利 | 後藤次利 |      |
| 5. | 「そこに嘘はない（Instrumental ver）」         |          | 後藤次利 | 後藤次利 |      |
| 6. | 「接吻しながら世界の涯へ（Instrumental ver）」 |          | 後藤次利 | 後藤次利 |      |